# Parti pour la libération de la Martinique
 (mars 2009).
Si vous disposez d'ouvrages ou d'articles de référence ou si vous connaissez des sites web de qualité traitant du thème abordé ici, merci de compléter l'article en donnant les références utiles à sa vérifiabilité et en les liant à la section « Notes et références ».
Le Parti pour la libération de la Martinique (PALIMA) est un parti politique nationaliste et indépendantiste de la Martinique.

## Historique
Le PALIMA est fondé le 10 octobre 1999 par Francis Carole, conseiller municipal de Fort-de-France depuis 1995.

## Résultats aux élections
En 2001, Francis Carole se présente aux élections municipales. Il obtient au 1er tour 1 686 voix, soit 5,21 % des suffrages.
Aux élections cantonales, F. Carole se présente sur le 7e canton de Fort-de-France. Il est élu conseiller général et devient assesseur à la commission permanente du conseil général.
En 2002, aux élections législatives, F. Carole est candidat sur la 3e circonscription. Au 1er tour, il obtient 1 134 voix, soit 7,1 % des suffrages.
En 2004, aux élections cantonales, Noé Jean Malouda est candidat sur le 4e canton de Fort-de-France. Il obtient au 1er tour 405 voix, soit 22,46 % des suffrages. Il peut se maintenir au second tour, où il obtient 1 045 voix, soit 50,26 % des suffrages et devient conseiller général.
En 2007, aux élections législatives, F. Carole est à nouveau candidat sur la 3e circonscription. Il obtient au 1er tour 661 voix, soit 3,18 % des suffrages.
En 2008, aux élections cantonales, F. Carole est candidat sur le 7e canton de Fort-de-France. Il est battu par Christian Edmond-Mariette du Parti progressiste martiniquais.
En 2009, le PALIMA appelle à voter "oui" pour l'adoption d'un statut d'autonomie de la Martinique dans le cadre de l'article 74 de la constitution française.
En 2010, lors des élections régionales des 14 et 21 mars, Francis Carole est élu conseiller régional sur la liste des Patriotes martiniquais et sympathisants conduite par Alfred Marie-Jeanne, président du Mouvement indépendantiste martiniquais. Il devient conseiller régional et depuis le 26 mars 2010 membre de la commission permanente du Conseil régional de la Martinique.
En 2011, lors des élections cantonales des 20 et 27 mars, sur le 4e canton de Fort-de-France où le conseiller général sortant est Noé Jean Malouda, Rolande Grubo est battue par Luc de Grandmaison, candidat du Parti progressiste martiniquais. Le Palima perd ainsi son unique siège au Conseil général.
En 2012, aux élections législatives, Francis Carole est le candidat de l'alliance PALIMA/MIM/CNCP/MODEMAS/RDM. Au premier tour il obtient 3 580 voix et se qualifie pour le second tour. Au second tour, il est battu par le député sortant Serge Letchimy, mais réalise sa meilleure performance sur une élection, 6 434 voix soit 30 % des suffrages exprimés.
En 2014, aux élections municipales, Francis Carole est le candidat de l'Union pour le changement à Fort-de-France issue de l'alliance CNCP/MIM/MODEMAS/PALIMA/PCM/RDM.
En 2015, lors des premières élections territoriales, le PALIMA constitue une coalition électorale avec le Mouvement indépendantiste martiniquais (MIM), le Rassemblement démocratique pour la Martinique (RDM), le Parti communiste martiniquais (PCM) et Martinique Écologie. La liste Gran Sanblé est conduite par Alfred Marie-Jeanne, président du MIM, député, ancien président du conseil régional, ancien conseiller général. Les têtes de la liste sont Claude Lise, secrétaire général du RDM, ancien député, ancien président du conseil général, ancien sénateur pour la section du Nord, Alfred Marie-Jeanne pour la section du Centre, Francis Carole pour la section de Fort-de-France, et Jean-Philippe Nilor porte-parole du MIM, député, pour la section du Sud. Au premier tour, la liste obtient 36 523 voix, soit 30,28 %. La coalition fait une alliance électorale avec la liste conduite par Yan Monplaisir des Républicains. La liste fusionnée est nommée Gran Sanblé pou ba péyi-a an chans. Ensemble ils obtiennent au second tour 83 541 voix, soit 50,14 %, et 33 sièges sur 51 à l'Assemblée. Le PALIMA obtient 1 élu à l'Assemblée. Alfred Marie-Jeanne du MIM devient le 1er président du conseil exécutif nouvellement créé, tandis que Claude Lise du RDM devient le 1er président de la nouvelle Assemblée. Francis Carole devient conseiller exécutif chargé des affaires sociales, de la santé et des solidarités et Clément Charpentier-Tity, membre de l'Assemblée.

## Organisation
Président : Francis Carole, conseiller exécutif de 2015 à 2021.

## Résultats électoraux

### Élections législatives
| Année | 1er tour | 1er tour | 2d tour | 2d tour | Sièges | Rang | Gouvernement |
| Année | Voix     | %        | Voix    | %       | Sièges | Rang | Gouvernement |
| ----- | -------- | -------- | ------- | ------- | ------ | ---- | ------------ |
| 2002  | 1 134    | 1,36     |         |         | 0 / 4  | 8e   | Opposition   |
| 2007  | 661      | 0,67     |         |         | 0 / 4  | 10e  | Opposition   |
| 2012  | 3 580    | 3,81     | 6 434   | 5,84    | 0 / 4  | 9e   | Opposition   |
| 2022a | 2 288    | 3,68     |         |         | 0 / 4  | 7e   | Opposition   |
| 2024a | 2 617    | 2,90     |         |         | 0 / 4  | 7e   | Opposition   |

a Au sein de Gran sanblé pou Matinik.